# 12686 Bezuglyj
12686 Bezuglyj eller 1986 TT11 är en asteroid i huvudbältet som upptäcktes den 3 oktober 1986 av den rysk-sovjetiska astronomen Ljudmila Karatjkina vid Krims astrofysiska observatorium på Krim. Den är uppkallad efter Michail Yur'evich Bezuglyj.
Den tillhör asteroidgruppen Eunomia.